# Bangkok Airways
Bangkok Airways – tajskie regionalne linie lotnicze z siedzibą w Bangkoku. Obsługują połączenia do krajów azjatyckich. Głównym hubem jest Port lotniczy Bangkok-Suvarnabhumi. Założone w 1968, pierwotnie pod nazwą Sahakol Air. Obecną nazwę nadano w 1989.

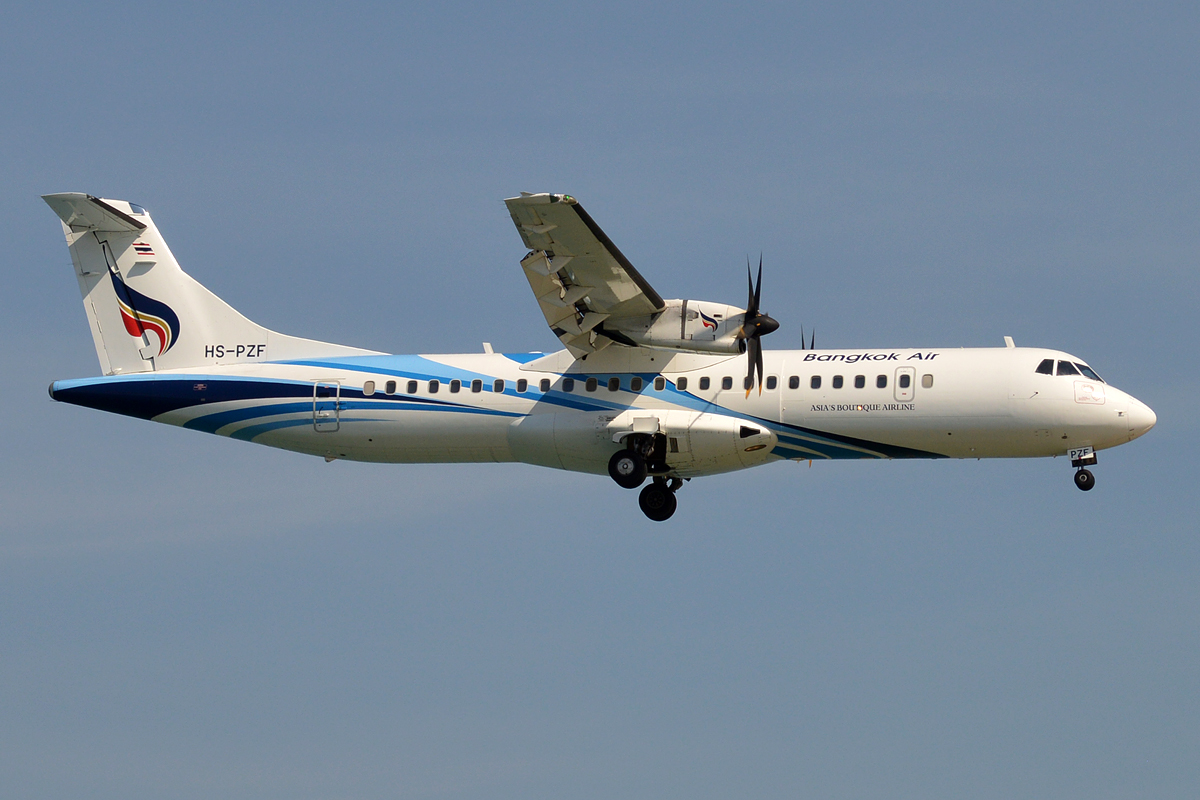
ATR 72 należący do Bangkok Airways

Agencja ratingowa Skytrax przyznała liniom cztery gwiazdki.

## Flota
Według stanu na luty 2025 flota Bangkok Airways składała się z 23 samolotów o średnim wieku 14,1 lat:
| Samolot         | Samolot | Samolot   | Liczba miejsc | Liczba miejsc | Liczba miejsc | Uwagi             |
| Model           | Aktywne | Zamówione | B             | E             | Łącznie       | Uwagi             |
| --------------- | ------- | --------- | ------------- | ------------- | ------------- | ----------------- |
| Airbus A319-100 | 11      | 3         | 12            | 108           | 120           | W trakcie dostawy |
| Airbus A319-100 | 11      | 3         | -             | 144           | 144           | W trakcie dostawy |
| Airbus A320-200 | 2       | -         | -             | 162           | 162           |                   |
| ATR 72          | 10      | -         | -             | 70            | 70            |                   |
| Łącznie         | 23      | 3         |               |               |               |                   |